# Curpenii Silvașului, Hunedoara
Curpenii Silvașului este un sat în comuna Toplița din județul Hunedoara, Transilvania, România. La recensământul din 2002, nu s-a înregistrat populație permanentă. .